# Stuyvesant High School

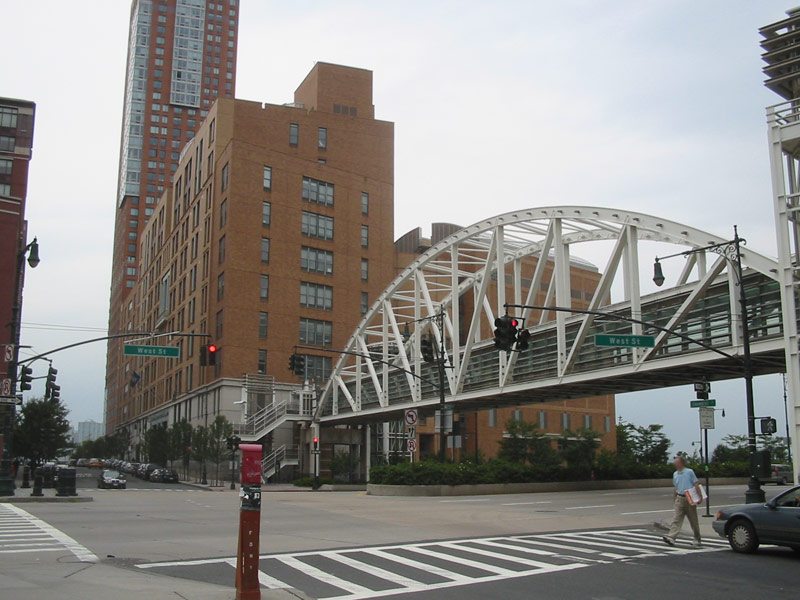
La sede attuale, alla Battery

La Stuyvesant High School è una scuola secondaria di New York, specializzata nelle materie scientifiche. Fondata nel 1904 nell'East Village di Manhattan, la scuola si è spostata nel 1992 in un nuovo edificio, nella Battery Park City. Stuy, che vanta molti ex-allievi divenuti famosi, fra cui quattro premi Nobel, ha una reputazione di insegnamento di alto livello, confermata dalle percentuali di studenti che riescono ad accedere alle università più prestigiose. La scuola dipende dal Dipartimento dell'Educazione della Città di New York.

## Storia

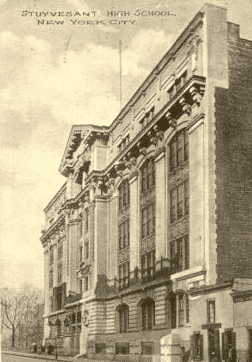
La sede storica del liceo, sulla 15ª Strada

La scuola venne fondata nel 1904 ed era il primo istituto professionale commerciale maschile di Manhattan, contava 155 allievi e 12 insegnanti. La più vecchia scuola commerciale di New York era la Manual Training High School di Brooklyn, che era stata aperta nel 1893.
Il Provveditorato decise che la scuola dovesse chiamarsi Stuyvesant High School per ricordare il luogo in cui si trovava: Stuyvesant Square, Stuyvesant Street e Stuyvesant Town erano tutte vicine alla scuola e tutte prendevano il nome dall'olandese Pieter Stuyvesant, ultimo direttore generale della colonia della Nuova Olanda, prima che gli inglesi la conquistassero nel 1664.
All'inizio la scuola insegnava un nucleo di cultura generale di inglese, latino, lingue moderne, storia, matematica, fisica, chimica, musica e educazione fisica, integrato da un programma specializzato di falegnameria, officina meccanica, disegno tecnico e a mano libera. Tuttavia, nel giugno 1908 il programma professionale fu separato da quello di cultura generale, e la scuola commerciale teneva le lezioni nell'orario serale. 
Nel 1907 la scuola era stata trasferita dalla sede iniziale, al 225 Est della 23ª Strada, a un nuovo complesso al 345 Est della Quinta Strada, dove rimarrà per ottantacinque anni. 
Poiché il prestigio della scuola aumentava grazie agli ottimi risultati degli allievi nelle materie scientifiche, nel 1919 l'istituto introdusse dei requisiti di ammissione basati sui risultati scolastici. Inoltre, sempre nel 1919, di fronte all'aumento del numero degli allievi, la scuola fu costretta ad organizzare i corsi su due sessioni distinte, quella del mattino e quella del pomeriggio: in entrambe si studiava il programma completo di tutte le materie. Questa politica di doppia sessione durò fino al 1956. 
Nel 1934 fu introdotto un sistema di esami d'ingresso al fine di selezionare gli studenti. Nel 1938 il sistema di esami, elaborato in collaborazione con la Columbia University, fu esteso alla neonata Bronx High School of Science.
Nel 1957 un gruppo di una cinquantina di studenti, con l'aiuto del dipartimento di fisica dell'istituto, progettò la costruzione di un ciclotrone. Nel 1962 un collaudo dell'impianto a bassa energia ebbe successo. Un successivo tentativo a pieno regime, tuttavia, provocò l'interruzione dell'elettricità nel palazzo e della scuola e in quelli circostanti.
Nel 1967 una studentessa intentò una causa al Consiglio dell'Educazione di New York, sostenendo di essere stata esclusa dagli esami d'ingresso a causa del suo sesso. La studentessa vinse la causa e alla Stuyvesant fu imposto di ammettere le allieve femmine. Le prime studentesse furono ammesse nell'anno scolastico 1969-70, erano solo dodici. L'anno successivo le allieve erano già salite a 223. Nel 2015 erano diventate il 43% degli studenti.
Nel 1972 lo Stato di New York approvò una legge che designava la Brooklyn Technical High School, la Bronx High School of Science, la Stuyvesant High School, e la High School of Music & Art (ora Fiorello H. LaGuardia High School) come "scuole specializzate della città di New York". La legge introduceva un sistema di esami uniformi per l'ammissione alla Brooklyn Tech, alla Bronx Science e alla Stuyvesant. L'esame verifica le capacità matematiche e linguistiche dei candidati. L'eccezione è rappresentata dalla LaGuardia High School, per la quale è prevista un'audizione anziché un esame.
Nel 1992 è stata costruita una nuova sede sulla riva della baia di New York. L'edificio si trova a quattrocento metri o cinque minuti a piedi dal World Trade Center, distrutto l'11 settembre 2001. 
La scuola fu evacuata durante l'attacco, ma non subì danni. I locali della Stuyvesant, essendo vicini al luogo degli attentati, servirono da posto di comando delle opere di soccorso per alcune settimane dopo i fatti, mentre le lezioni furono provvisoriamente trasferite alla Brooklyn Technical High School.

## Organizzazione

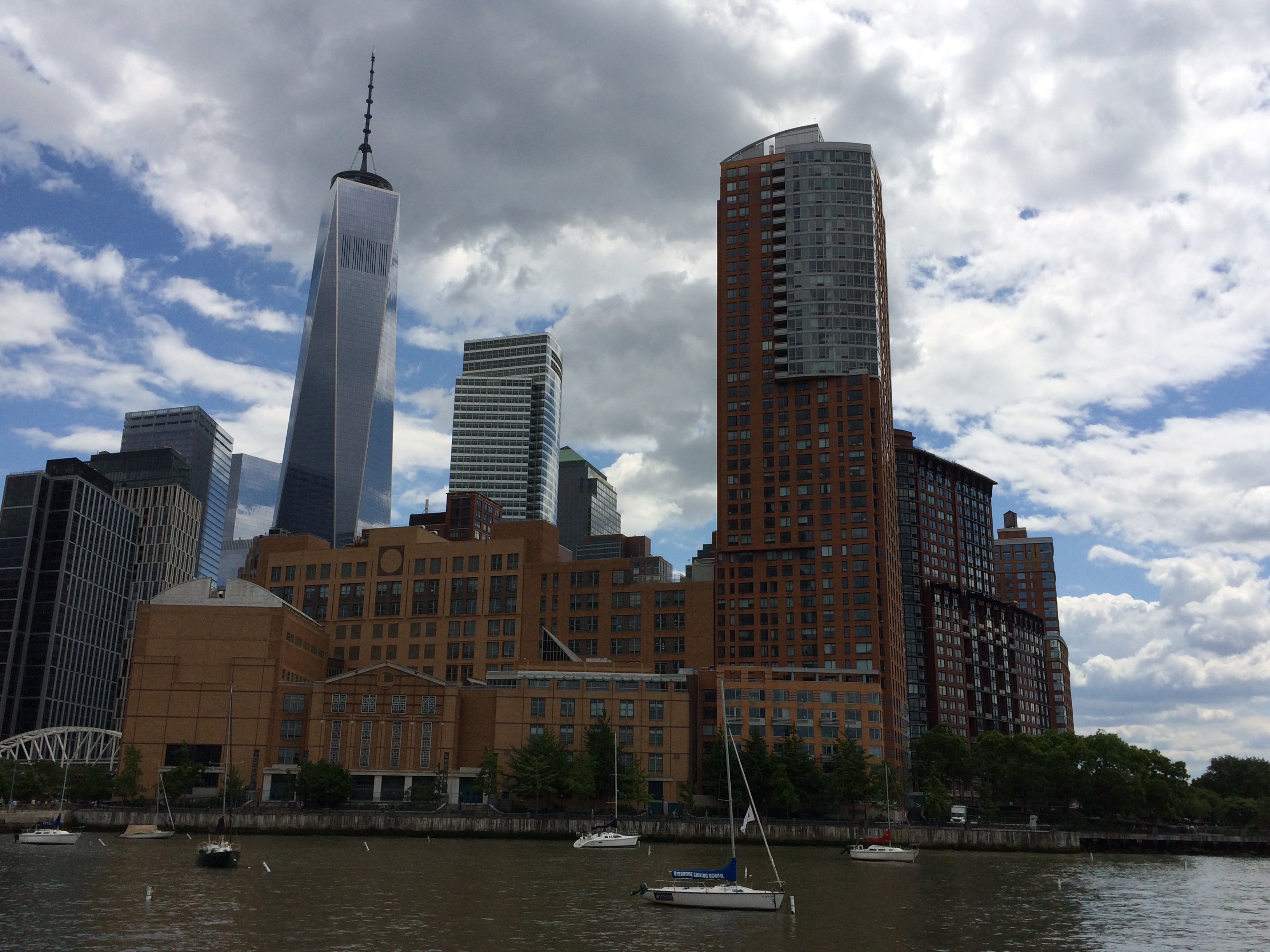
Veduta della Battery dallo Hudson: la Stuyvesant High School è in secondo piano, mentre sullo sfondo si vede il nuovo World Trade Center

La frequentazione delle attualmente nove Specialized High Schools of New York City,  gestite direttamente dal Dipartimento dell'Educazione della Città di New York, è gratuita per i residenti in città. Fra le nove scuole c'è una bonaria competizione ad essere la migliore. In particolare la Stuyvesant High School e la Bronx High School of Science si disputano ogni anno il primo posto dell'Intel Science Talent Search, una gara fra studenti nelle materie scientifiche: matematica, fisica, biologia, che ha per premio una borsa di studio di 100 000 dollari.